# 二之部守
二之部 守（にのべ まもる、1961年10月13日 - ）は、日本の実業家。J.フロント リテイリング株式会社執行役。JFRカード株式会社代表取締役社長。三重県出身。
東京大学文学部卒。米ニューヨーク大学(スターン経営大学院)でMBA（経営学修士）を取得。

## 経歴
- 2003年 - アメックス・カード・サービス株式会社代表取締役社長。
- 2006年5月17日 - 女優の横山めぐみと結婚。横山との結婚前に別の女性との結婚歴がある。横山も離婚歴があるため、再婚同士である。
- 2006年、2007年 - 明治大学ビジネススクールで兼任講師。
- 2007年 - リシュモンジャパン株式会社カルティエ・リテール本部本部長。
- 2008年8月 - NHKラジオ第2「入門ビジネス英語」にビジネス・パーソンとして出演。
- 2017年 - 株式会社Origamiアドバイザー。
- 2018年3月から、J.フロント リテイリング株式会社執行役 兼 JFRカード株式会社代表取締役社長。